# Липина (Яворівський район)
Липи́на — село в Україні, у Яворівському районі Львівської області. Населення становить 308 осіб. Орган місцевого самоврядування - Яворівська міська рада.
У селі є церква і парафія Різдва Пресвятої Богородиці ПЦУ.